# Treno Lento
Treno Lento è un album di Gigi D'Agostino e Luca Noise pubblicato online il 15 dicembre 2018 con i rispettivi pseudonimi di Lento Violento e Astro Musico.

## Tracce
1. Clock On Rock
2. Buena Vida
3. Get Up
4. Stornello (Disco Mix)
5. Passo Dub
6. Sinfonia In Sol Minore
7. Royals
8. Cosa Rap
9. Canter
10. Sali Scendi
11. Moving (Mega Mix)
12. Locomotiva (Mega Mix)
13. Ghirlanda
14. Chiarezza
15. Movenza
16. Tempo Magico
17. Stornello (Vision 1)
18. Novella